# انتخابات سراسری لبنان (۲۰۱۸)
انتخابات سراسری لبنان می‌بایست در سال ۲۰۱۴ م. برگزار می‌شد اما عدم موفقیت مجلس در انتخاب رئیس‌جمهور، سبب شد تا دو سوم از اعضای پارلمان به تمدید این دوره از مجلس تا سال ۲۰۱۷ میلادی رأی دهند. آنگاه قرار شد انتخابات در ۲۱ مه ۲۰۱۷ میلادی برگزار شود. برای بار دیگر مجلس لبنان این دوره را تا سال ۲۰۱۸ میلادی تمدید کرد. سرانجام انتخابات مجلس لبنان در ۶ مه ۲۰۱۸ میلادی برگزار شد.
نتایج این انتخابات نشان داد که حزب‌الله لبنان و متحدانش در مجموع کرسی‌های بیشتری را به دست آورده‌اند. این در حالی‌است که حزب سعد حریری یک سوم کرسی‌هایش را در این انتخابات از دست داده است. هرچند تعداد کرسی‌های حزب‌الله لبنان در مجلس تغییر چندانی نکرد، اما متحدان حزب‌الله لبنان که حامی محور مقاومت هستند، کرسی‌های بیشتری را به دست آورده‌اند.

## پیش‌زمینه
پس از مشخص شدن نتایج انتخابات سراسری مجلس لبنان در ژوئن ۲۰۰۹ میلادی، مجلس لبنان در نوامبر ۲۰۰۹ میلادی به کابینه سعد حریری رأی مثبت داد. اما حدود یک سال بعد، ولید جنبلاط رهبر حزب سوسیالیست ترقی‌خواه از ائتلاف ۱۴ مارس خارج شد و وزرای خود را از دولت بیرون کشید. سرانجام دولت سعد حریری در ژوئن ۲۰۱۱ سقوط کرد. پس از سقوط دولت سعد حریری، یک دولت جدید در ژوئن ۲۰۱۱ به نخست‌وزیری نجیب میقاتی تشکیل شد. دولت نجیب میقاتی شامل ائتلاف ۸ مارس و حزب سوسیالیست ترقی‌خواه بود.
با شدت گرفتن آتش درگیری‌ها در جنگ داخلی سوریه، فشارها علیه دولت نجیب میقاتی بالا گرفت. احزاب عضو ائتلاف ۱۴ مارس مخالف دولت بشار اسد در سوریه بودند. علاوه بر این‌ها، اعضای ائتلاف ۱۴ مارس، ائتلاف ۸ مارس را به همکاری با دولت بشار اسد در سوریه متهم می‌کردند. گسترش ناآرامی‌ها در سوریه، کم‌کم به لبنان نیز سرایت کرد. هجوم برخی از پناه‌جویان سوری به لبنان، سبب پیچیده‌تر شدن اوضاع سیاسی و اجتماعی لبنان شد.
سرانجام نجیب میقاتی در ۲۲ مارس ۲۰۱۳ استعفا داد. او در بیان علل استعفای خود به انتصاب کمیته‌ای برای نظارت بر انتخابات و تمدید حکم ریاست اشرف ریفی بر پلیس لبنان که قرار بود در آوریل بازنشسته شود اشاره کرد. در ۵ آوریل ۲۰۱۳ احزاب عضو ائتلاف ۱۴ مارس، حول تمام سلام برای نخست‌وزیری لبنان به اجماع رسیدند. سرانجام در ۱۵ فوریه ۲۰۱۴ میلادی، تمام سلام با رأی مثبت اعضای پارلمان لبنان به سمت نخست‌وزیر لبنان منصوب شد. تمام سلام تا ۱۸ دسامبر ۲۰۱۶ میلادی نخست‌وزیر لبنان بود. در ۱۸ دسامبر ۲۰۱۶ میلادی، پارلمان لبنان سعد حریری را به سمت نخست‌وزیر لبنان منصوب کرد.

## روش
در ژوئن ۲۰۱۷ قانون جدید نظام انتخاباتی لبنان تصویب شد و جای نظام پیشین را گرفت. در نظام انتخاباتی قبلی ۱۲۸ عضو پارلمان از طریق ۲۶ حوزه انتخابیه انتخاب می‌شدند به طوری که رأی‌دهندگان می‌توانستند به اندازهٔ کرسی‌هایی که به حوزهٔ ایشان تعلق داشت از میان نامزدهای آن حوزه انتخاب کنند. نامزدهایی که بیشترین تعداد آرا در هر یک از جوامع دینی لبنان را کسب می‌کردند برنده حساب می‌شدند. نظام انتخاباتی جدید مبتنی بر روش نمایندگی تناسبی است و لبنان را به ۱۵ حوزهٔ انتخابیهٔ چند کرسی تقسیم کرده است. با اینحال ۷ حوزه از این ۱۵ حوزه به ۲ یا چند زیربخش تقسیم شده‌اند که تقریباً مطابق با تقسیم‌بندی همان نظام پیشین است.
افراد می‌توانستند تا نیمه‌شب ۶ مارس ۲۰۱۸ درخواست نامزدی خود را ارائه دهند. ۹۷۶ نامزد ثبت‌نام کردند که ۱۱۱ تن از آنها زن بودند. نامزدها باید به فهرست‌ها می‌پیوستند و این فهرست‌ها باید تا روز ۲۶ مارس بسته می‌شد.